# 유성도서관
유성도서관은 대전광역시 유성구 소재의 도서관이다.

## 연혁
- 1993년 11월 18일 유성도서관 준공
- 1994년 7월 5일 유성도서관 개관
- 1997년 1월 8일 엑스포분관 개관
- 1999년 10월 14일 진잠분관 개관
- 2001년 11월 8일 지족분관 개관
- 2010년 1월 15일 진잠분관 폐관
- 2010년 3월 8일 지족분관 폐관
- 2011년 7월 19일 엑스포분관 리모델링

## 시설현황
- 유성도서관
  - 지상3층: 시청각실 / 상담실 / 북카페 리좀
  - 지상2층: 사무실 / 디지털자료실 / 열람실
  - 지상1층: 종합자료실 / 아동자료실 / 문화사랑방
  - 지하1층: 기계실 / 식당
- 엑스포분관
  - 지상1층: 자료실 / 문화사랑방